# Portret Marii Teresy de Vallabriga (profil)

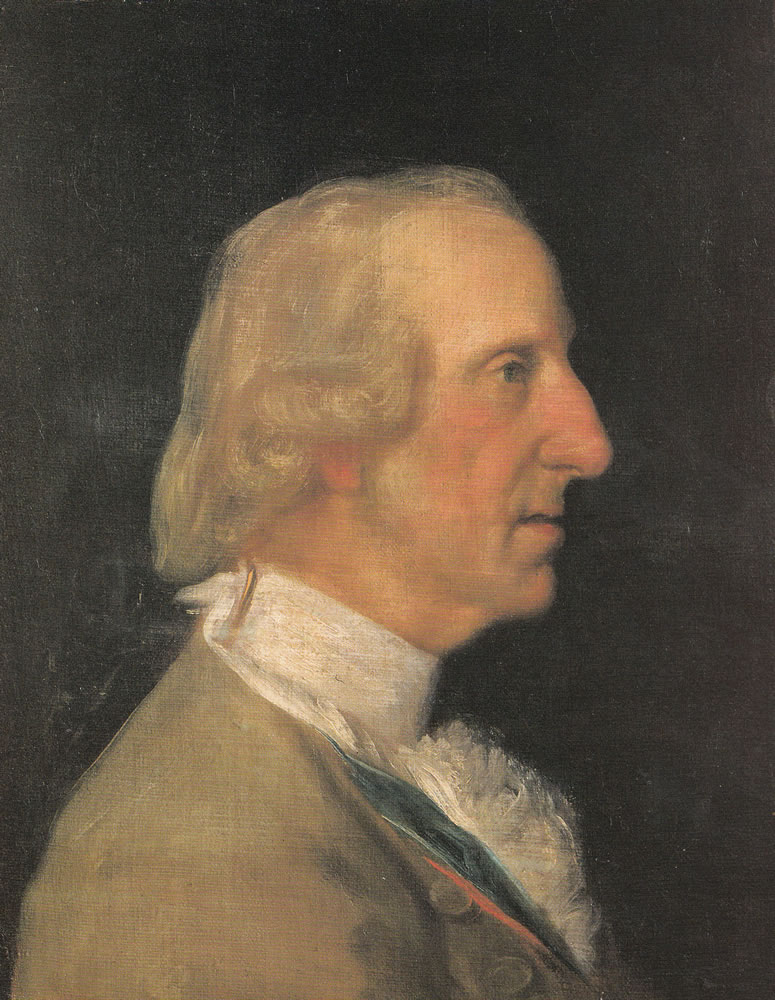
Portret infanta Ludwika Antoniego, Goya, 1783

Portret Marii Teresy de Vallabriga (hiszp. María Teresa de Vallabriga) – obraz olejny hiszpańskiego malarza Francisca Goi (1746–1828) wykonany na desce z drewna orzecha włoskiego.
Portret przedstawia Marię Teresę de Vallabriga y Rozas, żonę infanta Ludwika Antoniego Burbona, brata Karola III. Małżeństwo z młodszą o 32 lata Marią Teresą było jednym z powodów, dla których infant popadł w niełaskę i został wydalony z madryckiego dworu. Maria Teresa była córką kapitana aragońskiej kawalerii i hrabiny Josefy Stuart de Torresecas. Nie miała królewskiego rodowodu, dlatego małżeństwo uznano za morganatyczne, a infant i jego rodzina utracili liczne przywileje. Rodzina zamieszkała w Arenas de San Pedro, gdzie Goya namalował dla nich kilka portretów. 
Relacje Goi z małżeństwem infantów były bardzo serdeczne. Ludwik Antoni i Maria Teresa byli dla niego nie tylko ważnymi zleceniodawcami, ale także mecenasami. Dwukrotnie zapraszali malarza (i jego żonę Josefę) do swojej posiadłości i nie szczędzili mu pochwał i dowodów życzliwości. W latach 1783–1784 Goya wykonał dla nich 16 obrazów. Wielokrotnie portretował Marię Teresę, być może dlatego, że oboje pochodzili z Aragonii i darzył ją szczególnym szacunkiem. W 1783 roku, przygotowując się do wykonania złożonego Portretu rodziny infanta don Luisa, namalował dwa mniejsze portrety małżonków. Lewy profil Marii Teresy stanowił pendant do prawego profilu Ludwika Antoniego. Oba te obrazy powstały w sposób spontaniczny w przeciągu około jednej godziny każdy.